# Luisa González
Luisa Magdalena González Alcívar (ur. 22 listopada 1977 w Quito) – ekwadorska polityk i prawnik. Piastowała różne stanowiska w rządzie prezydenta Rafaela Correi rządzącego w latach 2007–2017. Posłanka do Zgromadzenia Narodowego w latach 2021–2023. Kandydatka Ruchu Rewolucji Obywatelskiej w wyborach prezydenckich w Ekwadorze w 2023 roku i w 2025 roku oraz liderka tej partii od listopada 2023 roku. W obu głosowaniach weszła do drugiej tury uzyskując w niej odpowiednio 48,17% i 44,38% głosów.

## Życiorys
Urodziła się 22 listopada 1977 roku. Jest córką Jorge Luisa Gonzáleza Zambrano i Ligii Alcívar Álvarez. Ponieważ jej rodzice przebywali na wakacjach w stołecznym Quito, urodziła się w parafii Chimbacalle, położonej na południu miasta. Później jej rodzice wrócili do parafii Canuto w kantonie Chone w zachodniej prowincji Manabí, gdzie dorastała.
Ukończyła religijną szkołę podstawową Mercedes w mieście Calceta, a następnie w kwietniu 2000 roku w wieku 22 lat ukończyła szkołę średnią María Angélica Idrobo w Quito. González wyszła za mąż w wieku 15 lat, urodziła syna w wieku 16 lat i rozwiodła się w wieku 22 lat. Identyfikuje się jako ewangeliczka.
W wieku 23 lat rozpoczęła studia na Centralnym Uniwersytecie Ekwadoru, których jednak nie ukończyła. Ukończyła jednak studia prawnicze na Międzynarodowym Uniwersytecie Ekwadoru. Uzyskała również tytuł magistra w zakresie zarządzania wyższego szczebla w Instytucie Wyższych Studiów Narodowych oraz tytuł magistra w zakresie ekonomii międzynarodowej i rozwoju na Uniwersytecie Complutense w Madrycie.

## Kariera zawodowa
W latach 2002–2003 pracowała w UniBanco, instytucji bankowej z siedzibą w Quito. W latach 2004–2005 była asystentem badawczym na Międzynarodowym Uniwersytecie Ekwadoru. Później pracowała jako asystent prawny w firmie Petroecuador. Na początku 2007 roku wstąpiła do Korpusu Inżynieryjnego Armii Ekwadoru. W tym samym roku podjęła pracę w przedsiębiorstwie Integradas Solutions, zajmującym się marketingiem sprzętu elektronicznego i produkcją oprogramowania, w którym pracowała do lutego 2008 roku.
W marcu 2008 roku dołączyła do rządu Rafaela Correi. Jej pierwszym stanowiskiem było stanowisko doradcy w Sekretariacie (ministerstwie) Komunikacji i Informacji Prezydium Ekwadoru. W tym samym roku została generalnym koordynatorem ds. zasobów ludzkich, rozwoju instytucjonalnego i szkoleń w urzędzie Nadzoru nad Spółkami, Papierami Wartościowymi i Ubezpieczeniami. W 2010 roku objęła funkcję generalnego koordynatora strategicznego programu prezydenckiego w Kancelarii Prezydenta.
W 2011 roku została mianowana wicekonsulem Ekwadoru w Madrycie. W 2014 roku powróciła do kraju i została mianowana wiceministrem ds. zarządzania turystyką w Ministerstwie Turystyki. W 2015 roku została mianowana podsekretarzem odpowiedzialnym za sprawy prezydenckie, a następnie sekretarzem generalnym Biura Prezydenta. W tym samym roku powróciła do Madrytu, gdzie została mianowana konsulem generalnym Ekwadoru.
W 2016 roku objęła funkcję podsekretarza generalnego administracji publicznej. W 2017 roku pełniła funkcję doradcy w firmie Correos del Ecuador. 4 stycznia 2017 roku została mianowana przez prezydenta Correę na stanowisko sekretarza administracji publicznej. 24 maja nowy prezydent Lenín Moreno wydał dekret o zniesieniu sekretariatu i włączeniu go do Kancelarii Prezydenta. 19 maja została mianowana p.o. sekretarza pracy do czasu inauguracji nowego rządu 24 maja.
Była także sekretarzem generalnym w urzędzie ds. Nadzoru Spółek oraz konsulem generalnym Ekwadoru w hiszpańskim Alicante. W 2018 roku została mianowana sekretarzem krajowym Parlamentu Andyjskiego, a w 2019 roku pełniła funkcję doradcy w tym samym organie.

## Kariera polityczna

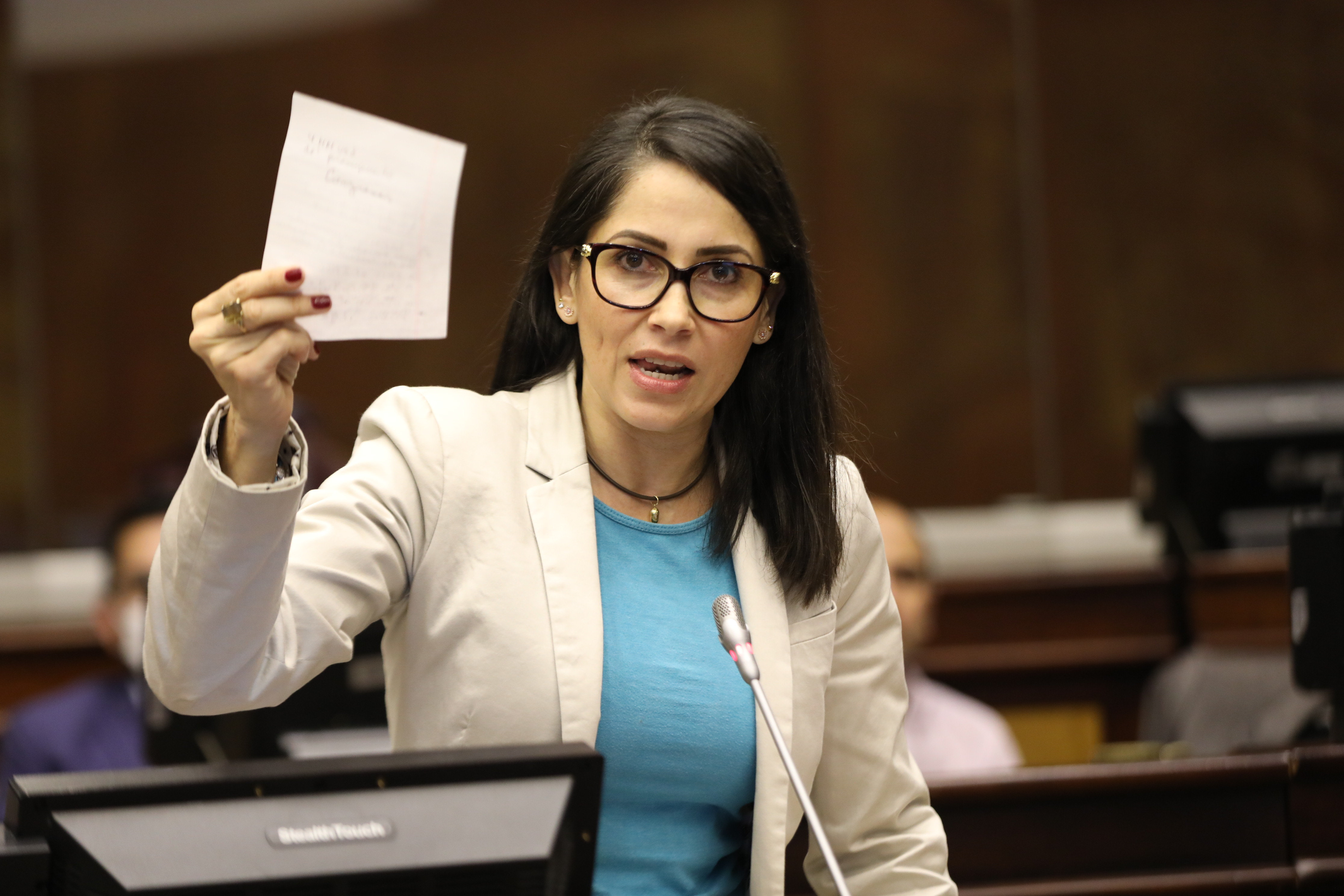
Luisa González na posiedzeniu Zgromadzenia Narodowego, 22 lipca 2022 roku

W 2007 roku była kandydatką w wyborach do Zgromadzenia Konstytucyjnego, reprezentując prowincję Pichincha z ramienia Partii Chrześcijańsko-Społecznej (PSC).

### Posłanka (2021–2023)
7 lutego 2021 roku zdobyła mandat poselski w wyborach do Zgromadzenia Narodowego jako przedstawicielka Manabí z listy koalicji Unia dla Nadziei. Złożyła przysięgę poselską 14 maja tego samego roku.
17 maja 2023 roku wczesnym rankiem prezydent Guillermo Lasso podpisał dekret wykonawczy nr 741, w którym uruchomił artykuł 148 konstytucji, zwany „śmiercią krzyżową” (hiszp. muerte cruzada), argumentując to „poważnym kryzysem politycznym i wewnętrznymi niepokojami”. W ekwadorskim ustroju politycznym „śmierć krzyżowa” polega na rozwiązaniu Zgromadzenia Narodowego i ogłoszeniu przyspieszonych wyborów prezydenckich i parlamentarnych, choć na skróconą kadencję.

### Kampania prezydencka (2023)
10 czerwca 2023 roku Luisa González została wyznaczona na kandydatkę Ruchu Rewolucji Obywatelskiej w przedterminowych wyborach prezydenckich, po tym jak były wiceprezydent Jorge Glas odmówił startu. Jej kandydatem na wiceprezydenta był były Minister Koordynujący ds. Wiedzy i Talentu Ludzkiego Andrés Arauz, który w wyborach prezydenckich dwa lata wcześniej wszedł do drugiej tury i zdobył 47,64% głosów.
13 czerwca, gdy Luisa González wraz ze swoimi zwolennikami udawała się do Krajowej Rady Wyborczej (CNE), aby zarejestrować swoją kandydaturę, policja użyła w stosunku do grupy gazu pieprzowego. Przewodnicząca Ruchu Rewolucji Obywatelskiej, Marcela Aguiñaga, potępiła użycie gazu łzawiącego przez policję oraz domagała się zapewnienia odpowiednich warunków wyborczych i demokratycznych. González stwierdziła, że gaz został rzucony prosto w jej twarz, co spowodowało zaczerwienienie. Po zdarzeniu zajęto się nią w ośrodku medycznym CNE. Policja ze swojej strony oświadczyła, że stosowała środki chemiczne stopniowo i pośrednio w celu utrzymania porządku publicznego ze względu na wrogie zachowanie grupy osób. Pomimo tego incydentu González pod koniec dnia udało się zgłosić swoją kandydaturę.
16 czerwca CNE odmówiła rejestracji duetu González-Arauz, argumentując, że ich partia nie przedstawiła wymaganego planu pracy kampanijnej. Przyznała jednak 48-godzinny okres na skorygowanie tej kwestii. Następnego dnia przywódczyni Ruchu Rewolucji Obywatelskiej oświadczyła, że wymóg ten został skorygowany i 20 czerwca kandydatura została przyjęta.
Podczas kampanii González podróżowała po kraju w przyczepach kempingowych ze swoim kandydatem na wiceprezydenta i kandydatami do Zgromadzenia. Jej strategia skupiała się na odwoływaniu się do rządu Rafaela Correi z lat 2007–2017 i używaniu haseł takich jak „Znów będziemy ojczyzną” (hiszp. Volveremos a ser patria) i „Odrodzenie ojczyzny” (hiszp. El resurgir de la patria). Kandydatka obiecała, że jeśli zwycięży to swoim głównym doradcą uczyni byłego prezydenta Correę. W mediach społecznościowych wykorzystywała w swojej kampanii karykaturalne obrazy owiec, co było nawiązaniem do krytycznego przedstawiana ze strony oponentów jej wyborców jako owiec, a także utrzymywała aktywną obecność na TikToku. González przedstawiała urzędującego prezydenta Guillerma Lasso jako swojego głównego przeciwnika, a także zapewniła, że będzie traktować Stany Zjednoczone na równi z innymi krajami i podkreśliła potrzebę poszanowania „samostanowienia” swojego kraju. Swoją kampanię zakończyła w Guayaquil, największym mieście Ekwadoru. Wśród jej obietnic wyborczych znalazły się:
- przeniesienie więzienia Litoral(inne języki), w którym w powtarzających się zamieszkach w 2021 roku zginęło łącznie ponad 200 więźniów;
- utworzenie dwóch nowych uniwersytetów;
- rozbudowa metra w Quito, aby sięgało do parafii Calderón(inne języki);
- większe inwestycje w bezpieczeństwo narodowe w obliczu trwającego od grudnia 2020 roku kryzysu bezpieczeństwa w Ekwadorze(inne języki)[35].

W pierwszej turze głosowania 20 sierpnia González uzyskała 33,61% głosów, co pozwoliło jej przejść do drugiej tury zaplanowanej na 15 października. Do drugiej tury z wynikiem 23,47% wszedł także 35-letni przedsiębiorca i były poseł Daniel Noboa z Narodowej Akcji Demokratycznej (ADN), będący synem wpływowego plantatora bananów i wielokrotnego kandydata na prezydenta Ekwadoru Álvaro Noboi.
1 września González zgłosiła do Prokuratury Generalnej, że otrzymywała groźby śmierci, wobec czego rząd Ekwadoru przyznał jej ochronę wojskową. W drugiej turze González uzyskała 48,17% głosów, przegrywając z Danielem Noboą.

### Kampania prezydencka (2025)

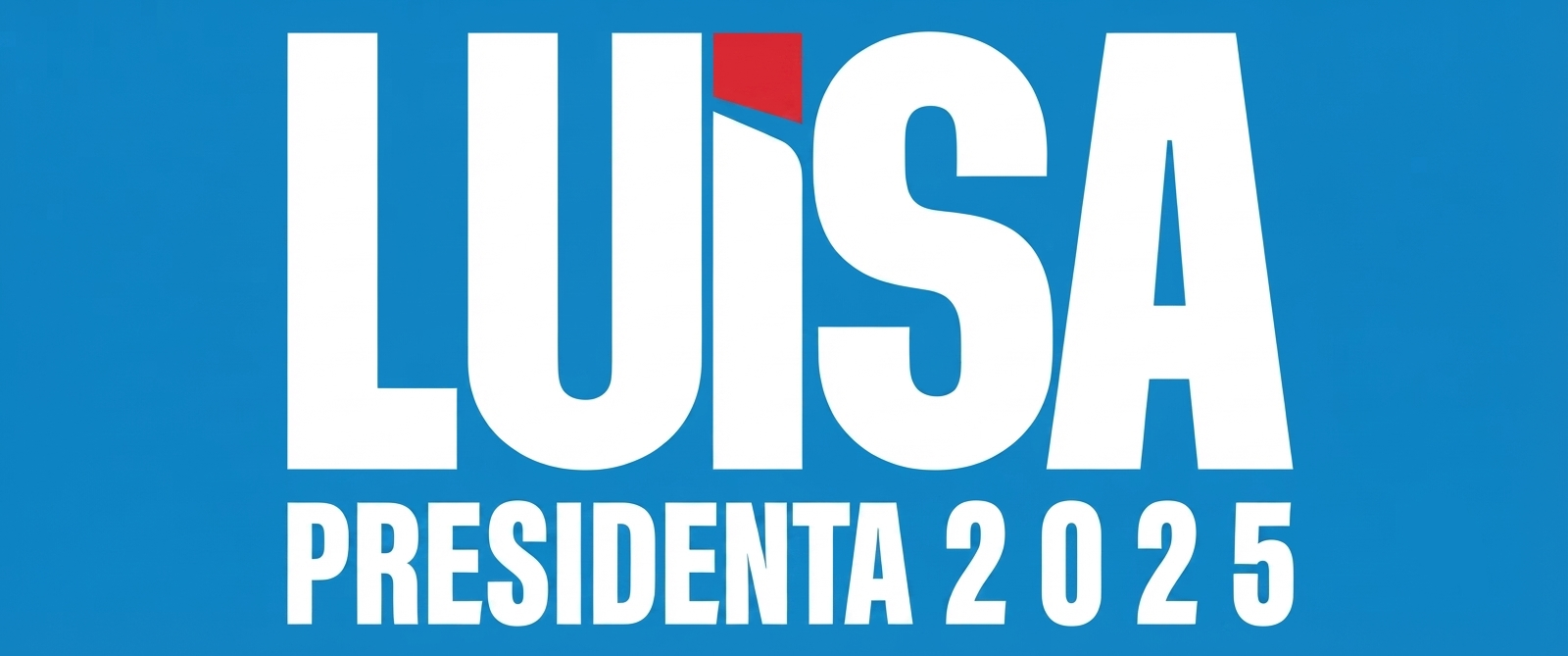
Logo kampanii prezydenckiej Luisy González w 2025 roku

18 listopada 2023 roku została mianowana przewodniczącą Ruchu Rewolucji Obywatelskiej, zastępując Marcelę Aguiñagę. W lutym 2024 roku González zarejestrowała się jako kandydat wstępny do drugiej kampanii prezydenckiej w nadchodzących wyborach prezydenckich w 2025 roku, ubiegając się o nominację Ruchu Rewolucji Obywatelskiej (RC).
W czerwcu 2024 roku prefekt prowincji Pichincha Paola Pabón ogłosiła, że również będzie ubiegać się o nominację RC, rzucając wyzwanie González. Jednak w sierpniu 2024 roku Pabón wycofała swoją kandydaturę, pozostawiając González jako jedyną kandydatkę do nominacji prezydenckiej RC.
10 sierpnia 2024 roku González została oficjalną kandydatką Ruchu Rewolucji Obywatelskiej na urząd prezydenta w wyborach w 2025 roku. Partia ogłosiła również, że jej kandydatem na wiceprezydenta zostanie były minister gospodarki i finansów Diego Borja. Uzyskała także wsparcie Ruchu RETO pod wodzą byłego prefekta prowincji Azuay Paúla Carrasco.
Podczas swojej kampanii González skupiała się na krytyce administracji prezydenta Daniela Noboi w kwestiach bezpieczeństwa, praw człowieka i energetyki, proponując powrót do modelu Rafaela Correi i wprowadzenie reform wzmacniających rolę państwa. Przedstawiła również plan PROTEGE dotyczący propozycji reintegracji społecznej i zapobiegania przestępczości. W czasie kampanii doszło do oskarżeń wobec jej kandydata na wiceprezydenta Diego Borji o kontrakty z państwowym przedsiębiorstwem Petroecuador, co jest niedozwolone przy kandydowaniu na ten urząd.
Strategia komunikacyjna jej kampanii opierała się na prostym designie materiałów wyborczych, wykorzystaniu koloru turkusowego i podkreślaniu postaci byłego prezydenta Correi. W ramach nawiązania kontaktu z wyborcami organizowała wiece wyborcze, a także korzystała z przychylnych jej mediów i sieci społecznościowych. Podczas debaty, która odbyła się 19 stycznia, zaatakowała rząd Noboi i broniła swojego planu rządzenia, spotykając się z krytyką ze strony innych kandydatów, szczególnie Andrei González z Partii Towarzystwa Patriotycznego.
1 października 2024 roku Luisa González wzięła udział w inauguracji rządów lewicowej prezydent Meksyku Claudii Sheinbaum. Wystosowanie zaproszenia dla kandydatki opozycji w wyborach prezydenckich w Ekwadorze wobec braku zaproszenia dla przedstawicieli władz ekwadorskich zostało odebrane przez media jako wyraz sympatii wyrażonej przez Sheinbaum dla González. Relacje między oboma krajami uległy pogorszeniu, gdy 5 kwietnia 2024 roku ekwadorska policja wkroczyła do ambasady Meksyku w Quito i aresztowała byłego wiceprezydenta w rządzie Correi Jorge Glasa, który schronił się tam w grudniu 2023 roku, aby uniknąć kary za ciążące na nim zarzuty korupcyjne. Po szturmie Meksyk zerwał stosunki dyplomatyczne z Ekwadorem. Następnego dnia Nikaragua również zerwała stosunki z Ekwadorem w geście solidarności z Meksykiem.
W pierwszej turze, która odbyła się 9 lutego 2025 roku, Luisa González zmierzyła się z prezydentem Danielem Noboą, uzyskując 44% głosów w porównaniu z 44,17% głosów Noboi, co doprowadziło do drugiej tury zaplanowanej na 13 kwietnia. Różnica między kandydatami w pierwsze turze głosowania wyniosła niecałe 17 tysięcy głosów. Przed głosowaniem większość sondaży prognozowało zwycięstwo Noboi w pierwszej turze.
W obliczu drugiej tury González otrzymała wsparcie od kandydata Demokratycznej Lewicy na prezydenta Carlosa Rabascalla (0,22% w pierwszej turze), organizacji politycznych jak Narodowe Zgromadzenie Obywatelskie, Platforma Władzy Ludowej Ekwadoru, Ekwadorska Partia Socjalistyczna czy Ruch Demokratycznego Centrum, którego kandydat Jimmy Jairala zdobył 0,40% głosów, oraz organizacji ludności rdzennej, takich jak Konfederacja Rdzennych Ludów i Narodów Wybrzeża Ekwadoru (Conaice), Konfederacja Rdzennej Ludności Chłopskiej (FEI), Pachakutik i Konfederacja Narodowości Rdzennych Ekwadoru (Conaie) Leonidasa Izy. Luisa González otrzymała także wsparcie przedsiębiorcy Jana Topicia, który w wyborach prezydenckich w 2023 roku z wynikiem 1 447 tys. głosów uzyskał 14,41% głosów, zajmując czwarte miejsce.
Między pierwszą a drugą turą jednym z głównych tematów wzbudzających kontrowersje była dyskusja wokół propozycji „dolaryzacji na wzór ekwadorski”, wysuniętej przez posłanki Ruchu Rewolucji Obywatelskiej Paolę Cabezas i Gisselę Garzón. Zaproponowały one stworzenie „ekwadolarów” i propagowanie transakcji cyfrowych, co spotkało się z krytyką zarówno w mediach społecznościowych, jak i wśród sektora biznesowego. González ze swojej strony odcięła się od tych postulatów, stwierdzając, że jej partyjne koleżanki „uwikłały się w temat, którego nie znają” i potwierdzając swoje poparcie dla dolara amerykańskiego jako jedynej oficjalnej waluty w kraju. Kontrowersje te nasiliły się, gdy posłanka partii rządzącej Nataly Morillo potępiła Cabezas za rzekome wywoływanie paniki gospodarczej, twierdząc, że jej komentarze wywołały niepewność wśród społeczeństwa.
W drugiej turze osiągnęła wynik 44,38%, co stanowiło niewielki procentowy wzrost poparcia, jednocześnie będac spadkiem o 175 tysięcy głosów w porównaniu do pierwszej tury. Zdaniem analityków Yaniny Mondino i Luisa Verdesoto do głównych przyczyn porażki González należało milczenie na temat skandali korupcyjnych w jej środowisku politycznym, podważanie kierunku rozwoju gospodarczego kraju oraz kwestionowanie dolaryzacji przez jej koleżanki partyjne. Verdesoto stwierdził także, iż zwycięstwo prezydenta Noboi było spowodowane jego umocnieniem w największych miastach i prowincjach, jak i na wybrzeżu, które tradycyjnie uznawano za bazę wyborczą polityków correistowskich.
Porażka kandydatki Ruchu Rewolucji Obywatelskiej spowodowała osłabienie jej osobistej pozycji politycznej, jak i stabilności jej ugrupowania. Ekwadorski portal gk.city jako jeden z głównych błędów González po wyborach uznał zakwestionowanie przez nią wyników głosowania. Kandydatka powoływała się m.in. rzekome zaliczenie części głosów nieważnych jako oddanych na Noboę czy przerwy w dostawach prądu w niektórych lokalach wyborczych jako mające zaważyć na wyniku głosowania. Zarzuty te zostały odrzucone zarówno przez CNE, jak i krajowych komentatorów. Po wyborach z partii odeszła posłanka Mónica Salazar, co González określiła mianem „zdrady”.
Dwa dni po głosowaniu oskarżany o niedozwolone kontrakty z państwowym Petroecuadorem kandydat na wiceprezydenta Diego Borja próbował opuścić kraj przez przejście graniczne z Kolumbią na moście Rumichaca. Polityk napisał w mediach społecznościowych, że zabrano mu dowód osobisty i „próbowano go aresztować”. Zdaniem Ministerstwa Spraw Wewnętrznych Borja w czasie sprawdzania tożsamości próbował „nagle opuścić miejsce zdarzenia, zostawiając swoje dokumenty”. Do mediów trafiło także zdjęcie z kontroli imigracyjnej, na którym polityk miał na sobie czapkę i maskę, jakby chciał uniknąć rozpoznania. Niedługo po incydencie lewicowy prezydent Kolumbii Gustavo Petro ogłosił, że udzieli azylu wszystkim „prześladowanym” przez rząd Daniela Noboi. Kilka dni po zdarzeniu Diego Borja potwierdził, że opuścił kraj i znajduje się w Barcelonie.

## Kontrowersje
W 2019 roku dochodzenie wykazało, że González, gdy była urzędniczką rządu Rafaela Correi, korzystała z samolotu prezydenckiego, aby podróżować do kilku krajów, takich jak Barbados, Belize, Luksemburg, Panama, Republika Zielonego Przylądka, Trynidad i Tobago oraz Zjednoczone Emiraty Arabskie, nie składając oficjalnego wniosku do prezydenta Republiki. Biuro Kontrolera Generalnego uznało ją odpowiedzialną do zapłaty łącznej kwoty 880 473 USD w związku z nielegalnym wykorzystaniem samolotu prezydenckiego do podróży do tych miejsc.
Podczas swojej kadencji jako posłanka Unii dla Nadziei była zaangażowana w debatę na temat budzącego kontrowersje tematu aborcji. 3 lutego 2022 roku, podczas debaty 758. sesji Zgromadzenia Narodowego, na której omawiano kwestię dekryminalizacji aborcji w przypadku gwałtu, González zajęła stanowisko pro-life. Posłanka odwołując się do orzeczenia Trybunału Konstytucyjnego mającego na celu zalegalizowanie bezpłatnej i dobrowolnej aborcji uznała, że w Ekwadorze nie ma odpowiednich ram regulacyjnych dla wprowadzenia takiego rozwiązania. Ponadto sprzeciwiła się projektowi ustawy o higienie i zdrowiu menstruacyjnym, który przewidywał między innymi bezpłatną dystrybucję podpasek higienicznych.

## Poglądy

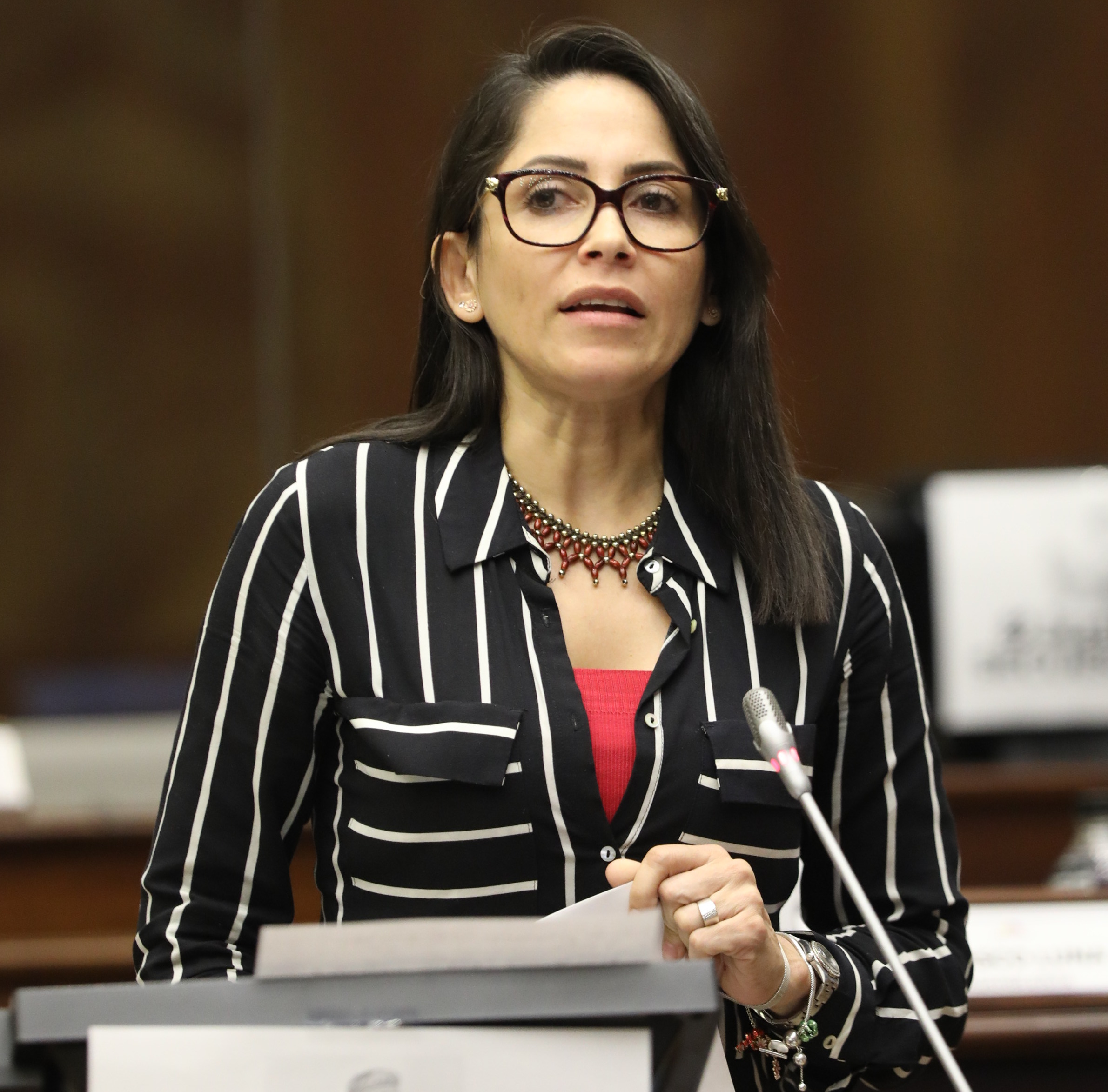
Luisa González we wrześniu 2022 roku

González jest powszechnie uważana za polityk lewicową i popieraną przez byłego prezydenta Rafaela Correę. Krytykowała byłego prezydenta Guillermo Lasso i obiecała dokonać przeglądu wszystkich dekretów prezydenckich i aktów wykonawczych wydanych po zastosowaniu przez niego „śmierci krzyżowej” (hiszp. muerte cruzada). Jej przekonania polityczne są uważane za socjalistyczne i zgodne z ideami socjalizmu XXI wieku.
Jednakże w czasie, gdy była posłanką do Zgromadzenia Narodowego, przyjęła konserwatywne stanowisko w kwestiach społecznych: zadeklarowała się jako osoba pro-life i sprzeciwiła się ustawie z 2021 roku o dopuszczeniu aborcji w przypadku gwałtu. Na początku swojej kariery González utożsamiała się z prawicą i była członkinią chadeckiej Partii Chrześcijańsko-Społecznej.
Oświadczyła również, że będzie traktować Stany Zjednoczone tak samo jak inne kraje i nalegała, aby uszanowano „samostanowienie” jej kraju. Opisywano ją jako aktywistkę na rzecz praw zwierząt, a sama siebie określiła jako „obrończynię praw zwierząt”.
Podczas kampanii prezydenckiej w 2023 roku wielokrotnie powtarzała, że jeśli zostanie wybrana na prezydenta, wdroży ponownie program polityczny administracji Rafaela Correi. Obiecała także przywrócenie programów socjalnych, które Correa wdrożył w czasie swojej prezydentury. Ponadto ogłosiła plany wykorzystania 2,5 miliarda dolarów z rezerw międzynarodowych na poprawę gospodarki i inwestycje w infrastrukturę publiczną. Zaprzeczyła również, że w przypadku wyboru ułaskawiłaby Correę skazanego za korupcję.
W referendum w 2023 roku poparła rozwiązanie, które umożliwiłoby eksploatację ropy naftowej w Parku Narodowym Yasuní, argumentując, że skorzystałby na tym budżet przeznaczony na rozwój edukacji i gospodarki kraju.
W drugiej turze kampanii wyborczej w 2023 roku González w wywiadzie udzielonym 8 września stwierdziła, że „Wenezuela ma lepsze warunki życia niż Ekwador”, co początkowo wywołało kontrowersje. Jednak dzień później wyjaśniła, że nie była zbyt precyzyjna w swojej wypowiedzi i że miała na myśli warunki „fizycznego przetrwania”.